# Frédéric II d'Anhalt
Pour les articles homonymes, voir Frédéric II.
Frédéric II (19 août 1856, Dessau – 21 avril 1918, Ballenstedt) est duc d'Anhalt de 1904 à sa mort.

## Biographie
Il est le deuxième fils du duc Frédéric Ier et d'Antoinette de Saxe-Altenbourg. Lorsque son frère aîné Léopold meurt, le 2 février 1886, il devient l'héritier présomptif du duché. Son père meurt le 24 janvier 1904 et il lui succède. À sa mort, comme il n'a pas eu d'enfant, c'est son frère cadet Édouard qui devient duc.

## Mariages et descendance
Frédéric II épouse Marie (1865-1939), fille du prince Guillaume de Bade et de Marie de Leuchtenberg, le 2 juillet 1889 à Karlsruhe. Leur union reste stérile. Il est un oncle maternel du prince Maximilien de Bade, dernier chancelier de l'empire et ancêtre des actuels prétendants au trône de BAde.